# Wu-šuang pchu

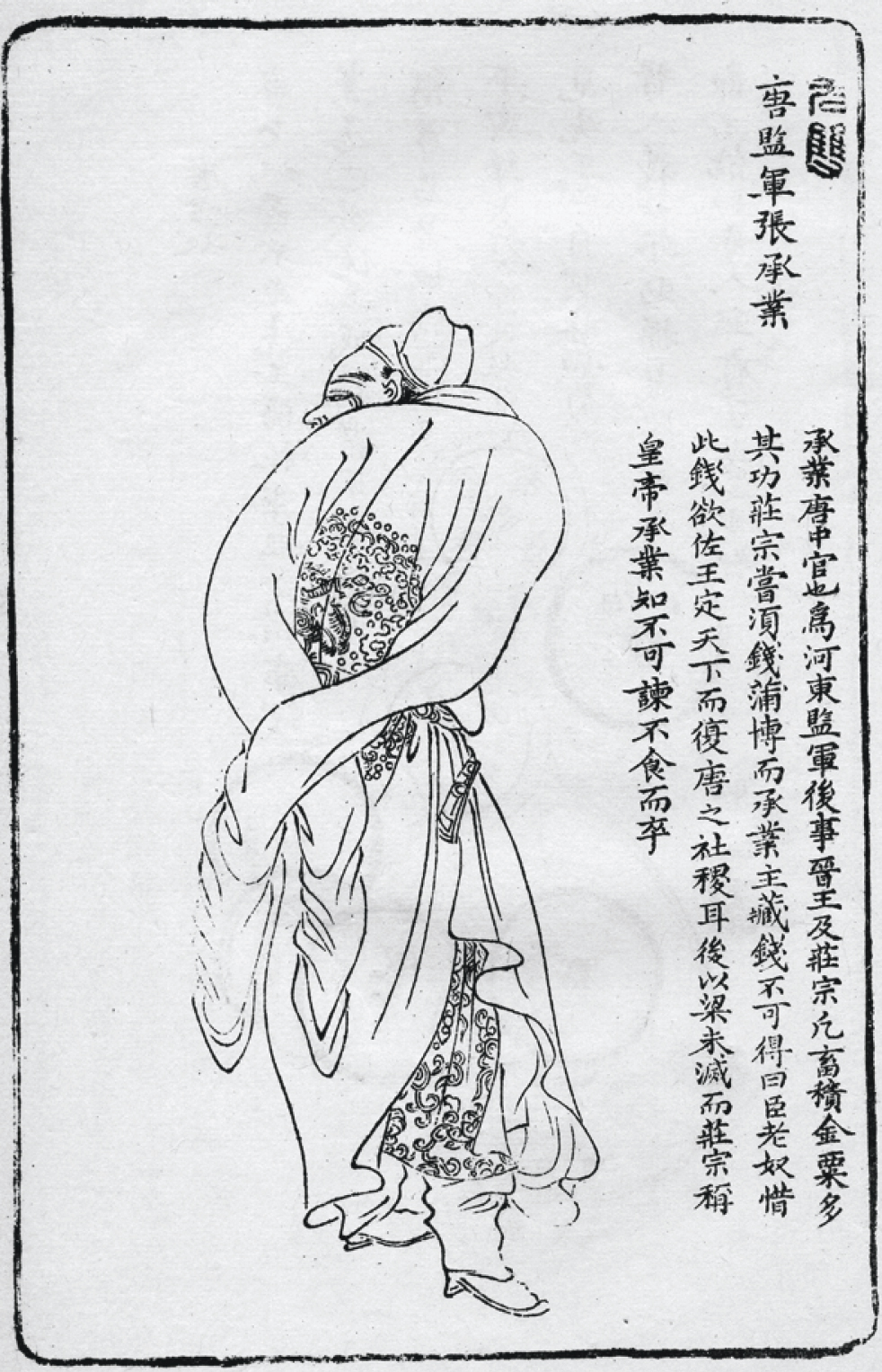
Čang Čcheng-je, jak je zobrazen v knize Wu-šuang pchu

Wu-šuang pchu (čínsky 無雙譜) neboli Seznam jedinečných hrdinů je kniha dřevořezů, kterou poprvé vytiskl malíř Ťin š' (金史, v pchin-jinu Jīnshǐ) známý též jako Ťin Ku-liang (金古良, v pchin-jinu Jīn Gǔliáng) v roce 1694.  Kniha, kterou sestavil společně s řezbářem Ču Kuejem (朱 圭), obsahuje životopisy a fiktivní portréty 40 významných Číňanů, kteří žili v období od dynastie Chan po říši Sung. Jedná se vždy o obrázek, který doprovází krátký úvod, a báseň ve stylu balad jüe-fu. Ilustrace z knihy byly velmi rozšířené a opakovaně se používaly. Často sloužily coby motivy maleb na čínském porcelánu. Ťin š' následoval příkladu Cchuej C'-čunga (崔子忠), v pchin-jinu Cuī Zizhōng), který dal podnět k prvnímu většímu oživení figurální malby od časů dynastie Sung. Ťin v knize tvrdí, že osobnosti, jež jsou v ní uvedeny, nemají obdobu, že jsou jedinečné. Odtud pochází i název knihy: wu (ne) šuang (srovnání) pchu (kniha).

## Zahrnuté životopisy
| Poř. č. | Čínské jméno  | Překlad / známý též jako                      | Pchin-jin                  |
| ------- | ------------- | --------------------------------------------- | -------------------------- |
| 1       | 张良 / 张子房 | Čang Liang (250–189 př. n. l.) / Čang C’-fang | Zhāng Liàng / Zhāng Zǐfáng |
| 2       | 項籍 / 项羽   | Siang Ťi (232–202 př. n. l.) / Siang Jü       | Xiàng Jí / Xiàng Yǔ        |
| 3       | 伏生          | Fu Čcheng (268–178 př. n. l.)                 | Fú Shēng                   |
| 4       | 东方朔        | Tung-fang Šuo (154–93 př. n. l.)              | Dōngfāng Shuò              |
| 5       | 张骞          | Čang Čchien (164–114 př. n. l.)               | Zhāng Qiān                 |
| 6       | 苏武          | Su Wu (140–60 př. n. l.)                      | Sū Wǔ                      |
| 7       | 司马迁        | S’-ma Čchien (145–86 př. n. l.)               | Sīmǎ Qiān                  |
| 8       | 董贤          | Dong Šian (23–1 př. n. l.)                    | Dǒng xián                  |
| 9       | 严子陵        | Jan Zi Ling (0–75)                            | Yán Zǐ Líng                |
| 10      | 曹娥          | Cchao E (130–143)                             | Cáo É                      |
| 11      | 班超          | Pan Čchao (32–102)                            | Bān Chāo                   |
| 12      | 班昭          | Pan Čao (45–116)                              | Bān Zhāo                   |
| 13      | 赵娥          | Čao E (asi 150–250)                           | Zhào É                     |
| 14      | 孙策          | Sun Cche (175–200)                            | Sūn Cè                     |
| 15      | 诸葛亮        | Ču-ke Liang (181–234)                         | Zhūgě Liàng                |
| 16      | 焦孝然        | Jiao Siao Ran (481–221 př. n. l.)             | Jiāo Xiào Rán              |
| 17      | 刘谌          | Liu Čchen (220–263)                           | Liú Chén                   |
| 18      | 羊祜          | Jang Hu (221–278)                             | Yáng Hù                    |
| 19      | 周处          | Čou Chu (236–297)                             | Zhōu Chǔ                   |
| 20      | 绿珠          | Lu Ču (250–300)                               | Lǜ Zhū                     |
| 21      | 陶渊明        | Tchao Jüan-ming (365–427)                     | Táo Yuānmíng               |
| 22      | 王猛          | Wang Meng (325–375)                           | Wáng Měng                  |
| 23      | 謝安          | Si An (320–385)                               | Xiè Ān                     |
| 24      | 苏蕙 / 苏若兰 | Su Huej (351–381) / Su Ruo Lan                | Sū Huì / Sū Ruò Lán        |
| 25      | 花木兰        | Chua Mulan (400–500)                          | Huā Mùlán                  |
| 26      | 冼夫人        | Si-an Fu Ren (512–602)                        | Xiǎn Fū Ren                |
| 27      | 武则天        | Wu Ce-tchien (624–705)                        | Wǔ Zé Tiān                 |
| 28      | 狄仁杰        | Ti Žen-ťie (630–700)                          | Dí Rénjié                  |
| 29      | 安金藏        | An Ťin Čchang (?–711)                         | Ān Jīn Cáng                |
| 30      | 郭子仪        | Guo Ziii (697–781)                            | Guō Zǐyí                   |
| 31      | 李白 / 李白   | Li Po (701–762) / Li Paj                      | Lǐ Bó / Lǐ Bái             |
| 32      | 李畢 / 李泌   | Li Bi (722–789) / Li Mi                       | Lǐ Bì / Lǐ Mì              |
| 33      | 张承业        | Čang Čcheng Je (846–922)                      | Zhāng Chéng Yè             |
| 34      | 冯道          | Feng Tao (882–954)                            | Féng Dào                   |
| 35      | 陳摶          | Čchen Tuan (871–989)                          | Chén Tuán                  |
| 36      | 钱镠          | Čchien Liu (852–932)                          | Qián Liú                   |
| 37      | 安民          | An Min (1050–1125)                            | Ān Mín                     |
| 38      | 陈东          | Čchen Dong (1086–1127)                        | Chén Dōng                  |
| 39      | 岳飞          | Jüe Fej (1103–1142)                           | Yuè Fēi                    |
| 40      | 文天祥        | Wen Tchien-siang (1236–1283)                  | Wén Tiānxiáng              |

## Vybrané publikace (v čínštině)
- GULIANG, Jin. Wu shuang pu. Shijiazhuang, Čína: Hebei Lidové nakladatelství, 1996. ISBN 7531008157.
- GULIANG, Jin. Wu shuang pu. Hefei, Čína: Anhui Lidové nakladatelství, 2013. ISBN 7212060542.